# Régiment de reconnaissance blindé (Ghana)
Le 1er régiment de reconnaissance blindée (Armoured Reconnaissance Regiment) (RECCE) est le détachement blindé le plus ancien de l'armée ghanéenne.

## Historique
Il a été commissionné en 1957, à l'occasion de l'indépendance du Ghana, et il compte alors deux escadrons.
Le régiment a participé avec brio à différentes missions de maintien de la paix en Afrique.
En 2015, il correspond à un escadron blindé dépendant du Commandement Nord et dispose entre autres de 3 blindés EE-9 Cascavel brésiliens et 24 Ratel IFV version Ratel-90 sud-africains (sur 39 réceptionnés en date de 2011 ).

## Réorganisation
Une refonte de l'armée du Ghana est en cours depuis 2020 passant de deux brigades (une par commandement équivalent à une région militaire) à trois brigades et trois commandements devant les menaces djihadistes à ses frontières.
L'un des objectifs est de trois régiments de reconnaissance blindés soit un par commandement. Un achat de 19 véhicules de combat d'infanterie dont 10 de reconnaissance auprès de la société israélienne Elbit Systems est approuvé en octobre 2020. On estime que 70 blindés légers 4x4 Otokar Cobra turques ont été livrés entre 2018 et 2021.
- 153e régiment de reconnaissance  (153 Recce Regiment) d'Accra pour le commandement Sud (Southern Command).
- 154e régiment de reconnaissance blindé (154 Armoured Reconnaissance Regiment) est mis sur pied le 22 mai 2020 à Sunyani pour le commandement Centre nouvellement créé depuis le second escadron de reconnaissance blindé indépendant (2 Independent Armoured Reconnaissance Squadron) administré auparavant par le 153e régiment de reconnaissance[4].
- 155e régiment blindé de reconnaissance planifié en 2021 à Tamale pour le commandement Nord[5].